# Swingleus polyclithroides
Swingleus polyclithroides är en plattmaskart. Swingleus polyclithroides ingår i släktet Swingleus och familjen Gyrodactylidae. Inga underarter finns listade i Catalogue of Life.